# Diatrichalus fenestratus
Diatrichalus fenestratus is een keversoort uit de familie netschildkevers (Lycidae). De wetenschappelijke naam van de soort werd in 2001 gepubliceerd door Ladislav Bocák.